# Flugfeldlöschfahrzeug

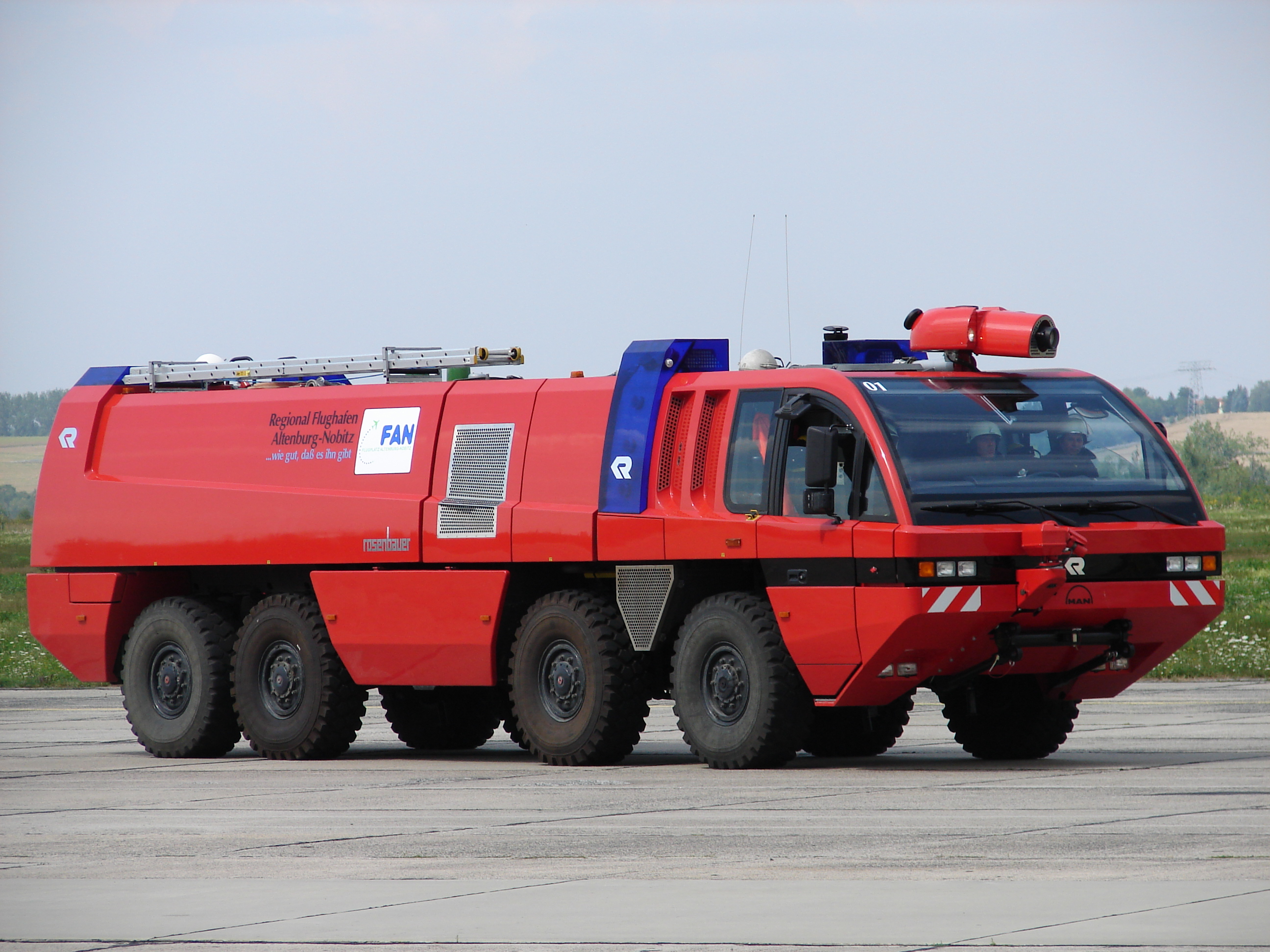
FLF Panther (alte Bauart) des Flughafens Leipzig-Altenburg Airport.

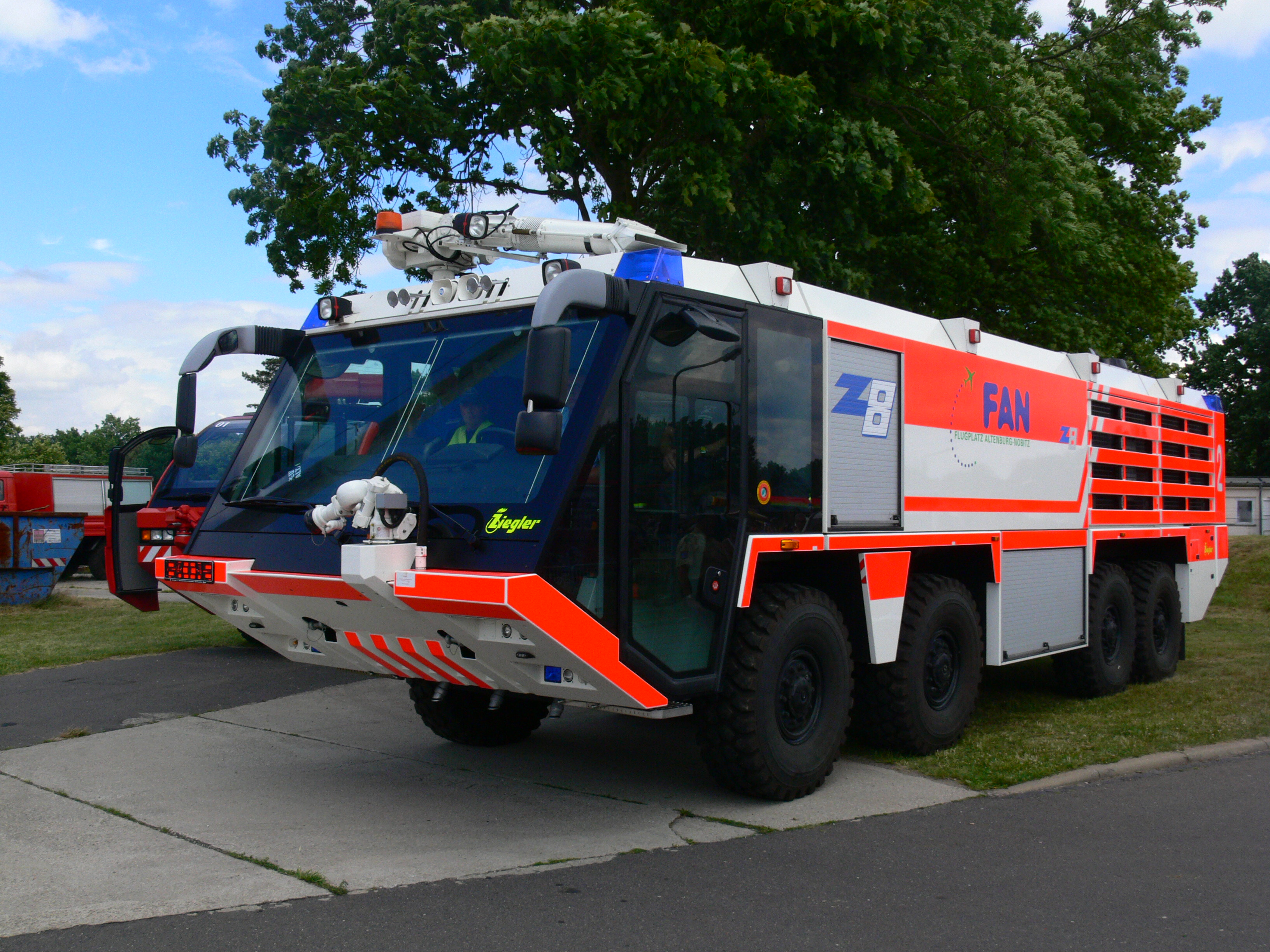
Flugfeldlöschfahrzeug Ziegler Z8 (2007 in Betrieb genommen).

Flugfeldlöschfahrzeuge (FLF) sind große, in Deutschland nicht genormte Feuerwehrfahrzeuge, die den Brandschutz auf Flugbetriebsflächen sicherstellen. Es handelt sich bei FLF um Sonderlöschfahrzeuge mit einem Tankinhalt von bis zu 15 Kubikmetern Wasser sowie Schaummittel, großen Monitoren und oft auch ausgeklügelten Selbstschutzvorrichtungen (Bodensprühdüsen). Charakteristisch für FLF sind ihre hohe Beschleunigung, Höchstgeschwindigkeiten von bis zu 140 km/h sowie Geländegängigkeit, um jeden Einsatzpunkt auf dem Flugfeld schnellstmöglich erreichen zu können.

## Aufgaben
Aufgaben des Flugfeldlöschfahrzeuges sind:
- Schnelle und massive Brandbekämpfung auf Objektarealen des Luftverkehrs, auch in unwegsamem Gelände
- Bekämpfung von Flächenbränden außerhalb des Flughafens auf Anforderung der städtischen Feuerwehr

## Kurzbezeichnungen und Funkrufnamen

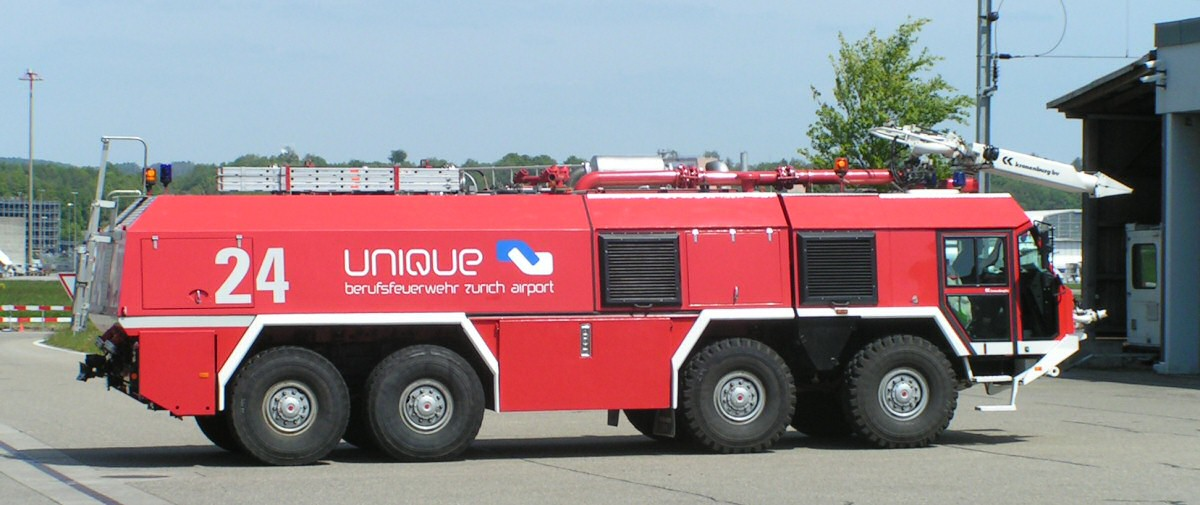
Saval-Kronenburg FLF 80/135-16 des Flughafens Zürich

Die Kurzbezeichnung für Flugfeldlöschfahrzeug lautet FLF bzw. für Großflugfeldlöschfahrzeuge GFLF.
Als Funkrufnamen werden (landesabhängig) die Ziffern 25 (GTLF) bzw. 29 (sonstiges TLF) verwendet.

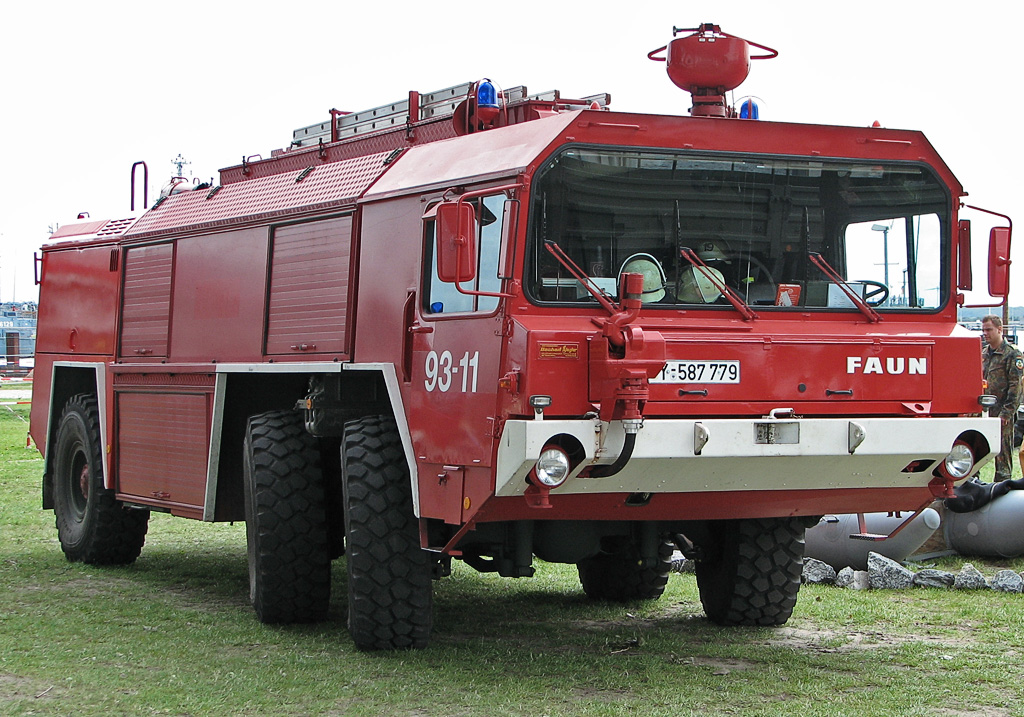
Faun Feuerlösch-Kfz 3500

## Ausrückeordnungen
FLF sind in der Regel die Stütze der Löschzüge von Flugplatzfeuerwehren. In der Regel wird der Fahrzeugpark einer Flughafen- oder Flugplatzfeuerwehr zudem durch andere Fahrzeugarten für weitere Einsatzzwecke ergänzt.
Die minimale Fahrzeugausstattung einer Flughafen- oder Flugplatzfeuerwehr wird dabei durch die ICAO-Brandschutzkategorie definiert, welche verbindlich für alle Mitgliedsstaaten der ICAO (Internationale Zivile Luftfahrt-Organisation) gelten. Können die Anforderungen z. B. wegen eines technischen oder personellen Ausfalls nicht mehr erfüllt werden, erlischt die Betriebserlaubnis des Flughafens.

## Technik

### Normung

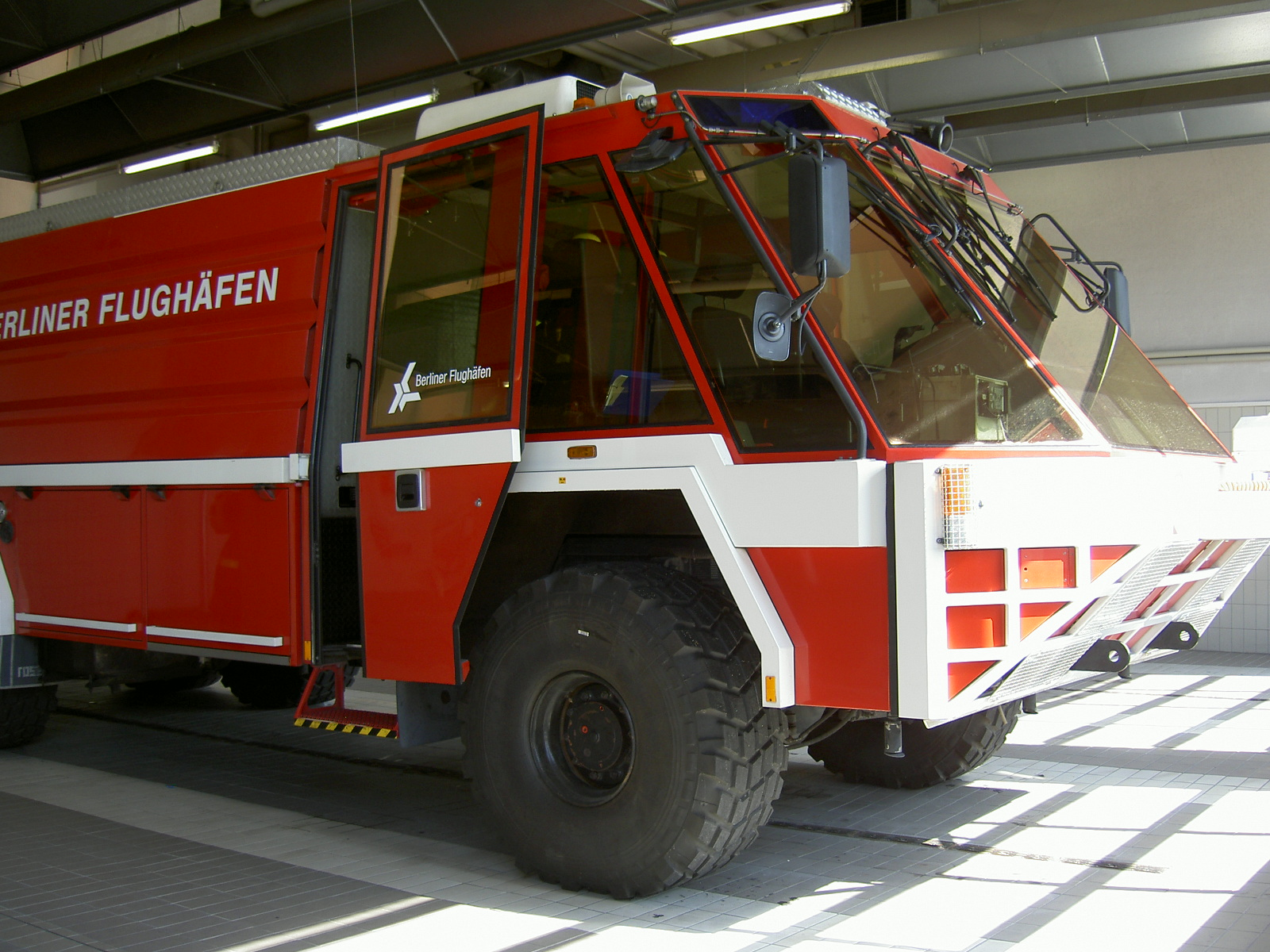
GFLF Rosenbauer SIMBA 6×6

FLF sind nicht genormt. Jedoch gibt es weit verbreitete Typen wie den Ziegler Z8, den Oshkosh Striker oder den Rosenbauer Panther, Rosenbauer Simba, von Herstellern wie Brescia Antincendi International (BAI), Rosenbauer, Saval-Kronenburg, Amdac Carmichael International, Colet SVD, Gimaex-Schmitz, KME, Simon Gloster Saro, Reynolds Boughton, Metz, E-One, Oshkosh, Sides, Magirus oder Ziegler, welche sich u. a. auf den Bau von Feuerwehrfahrzeugen spezialisiert haben. Daneben stellte z. B. auch der Bremer Flughafen Großfahrzeuge in Eigenregie her.

### Technischer Aufbau
FLF sind oft in Form großer, besonders schwerer Lkw (oft auch Militärfahrgestelle) realisiert. Da die Fahrzeuge speziell für den Einsatz auf nicht öffentlichen Flächen konzipiert werden, müssen bei der Konstruktion die Vorgaben der StVZO nicht beachtet werden. FLF haben daher oft eine Breite von über 3 m und ein Gesamtgewicht von wesentlich mehr als 40 t. Da sich Flugunfälle auch abseits befestigter Rollwege oder Start- und Landebahnen ereignen können, sind FLF üblicherweise nicht nur stark motorisiert (teilweise deutlich über 1.000 PS/735 kW), sondern auch bemerkenswert geländegängig. Ebenfalls Charakteristika der FLF sind ihre hohe Beschleunigung und eine enorme Höchstgeschwindigkeit von manchmal über 140 km/h, die sie zum Teil in 40 Sekunden erreichen können. Dadurch soll trotz des hohen Gesamtgewichts eine rasche Anfahrt in zeitkritischen Schadenslagen ermöglicht werden. Auf Großflughäfen müssen diese Löschfahrzeuge jeden Punkt des Areals innerhalb von drei Minuten erreichen können. Da sich im Bereich der Landebahnen keine Hydranten befinden dürfen, müssen die Löschmittel komplett mitgeführt werden und sind entsprechend schnell innerhalb von Minuten verbraucht. Daher ergeben sich auch die Größe und das Gewicht der Fahrzeuge.

### Feuerwehrtechnische Ausstattung

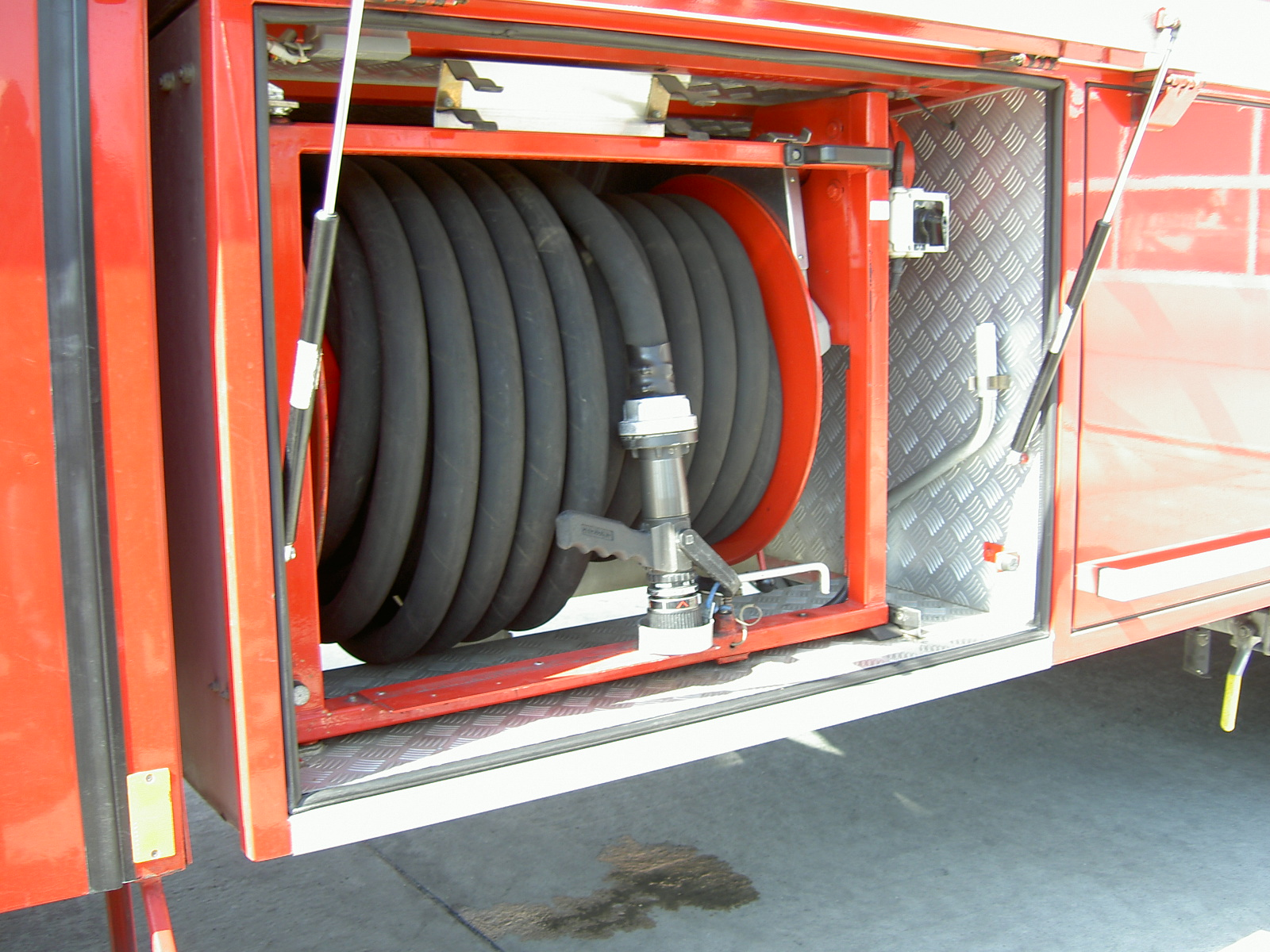
Schnellangriffsrohr des SIMBA 6×6

Die Beladung der FLF ist aufgrund der großen Wasser- und Schaummitteltanks sowie der Einsatztaktik begrenzt. Flugfeldlöschfahrzeuge sind meist mit mehreren Front- und Dachmonitoren zum Ausbringen der Löschmittel Schaum, Wasser und Pulver ausgerüstet. Der Betrieb erfolgt meist über Pumpen (bis 10.000 Liter pro Minute) mit eigenem Antrieb, um vom Fahrzeugmotor unabhängig zu sein und schon während der Anfahrt mit dem Löschangriff beginnen zu können. Aufgrund der hochgradigen Automatisierung (Joysticksteuerung der Werfer aus der Kabine) ist oftmals nur sehr wenig Personal erforderlich. Neuere Fahrzeuge sind auch mit teleskopierbaren Löscharmen (HRET) ausgerüstet, die teilweise mit einer Löschlanze durch die Flugzeugaußenhaut dringen und so auch Brände im inneren des Luftfahrzeugs bekämpfen können. In Einzelfällen werden noch Beleuchtungsmittel, hydraulische Rettungsgeräte, Leitern oder kleinere Mengen anderer Löschmittel (Stickstoff) mitgeführt.

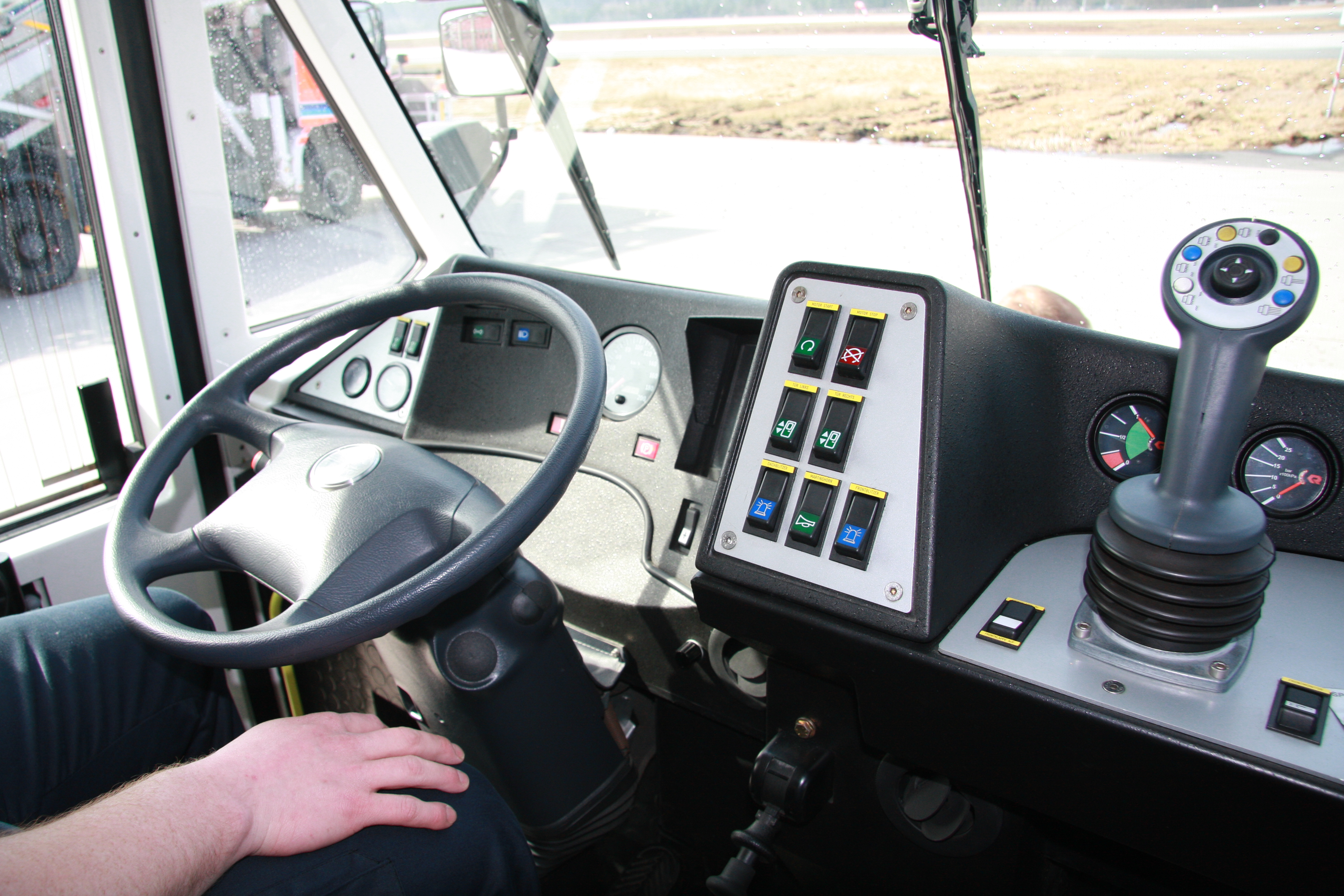
Der Fahrersitz mit Bedienelementen eines Rosenbauer Simba 8×8 HRET
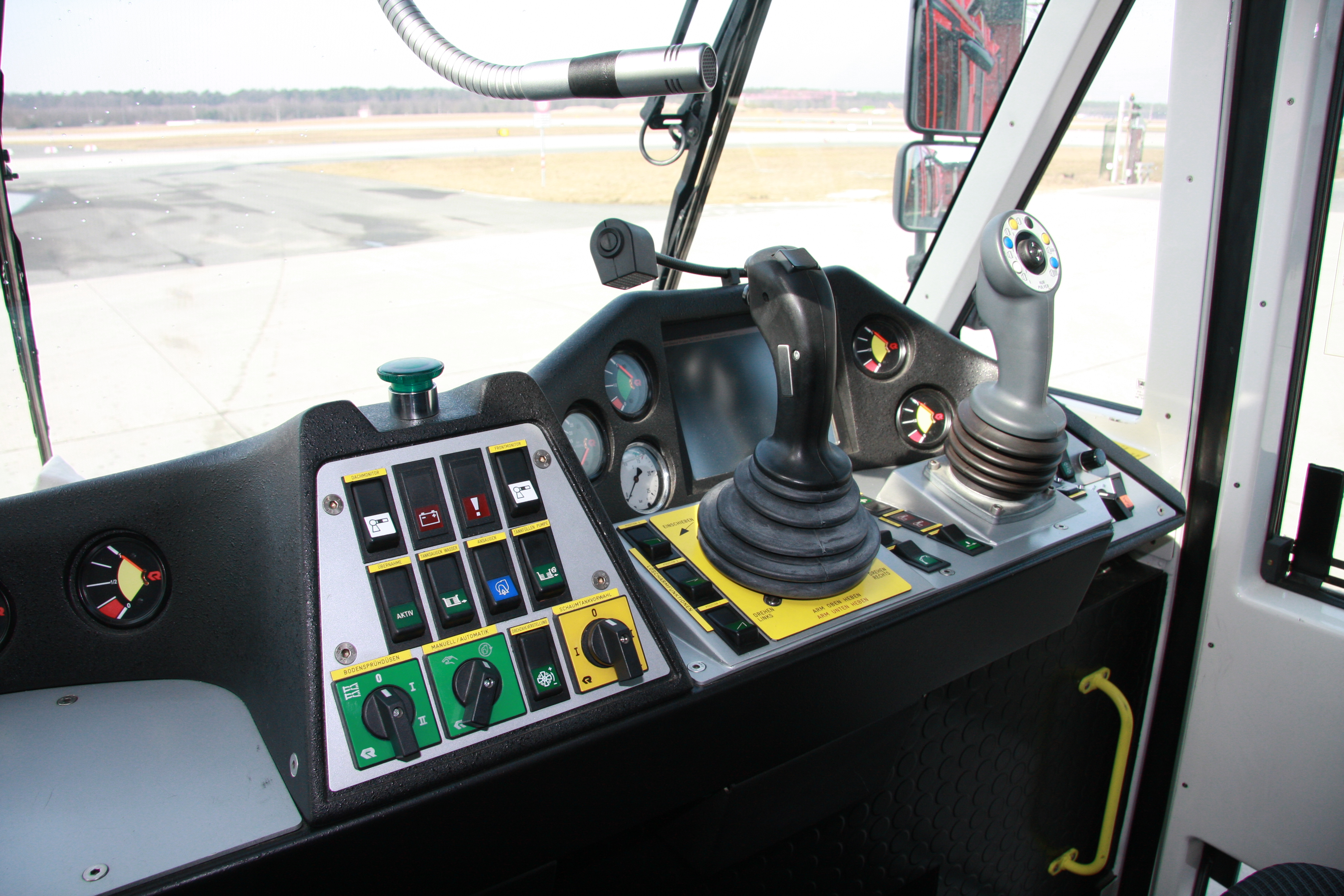
Die Bedienelemente der Pumpen
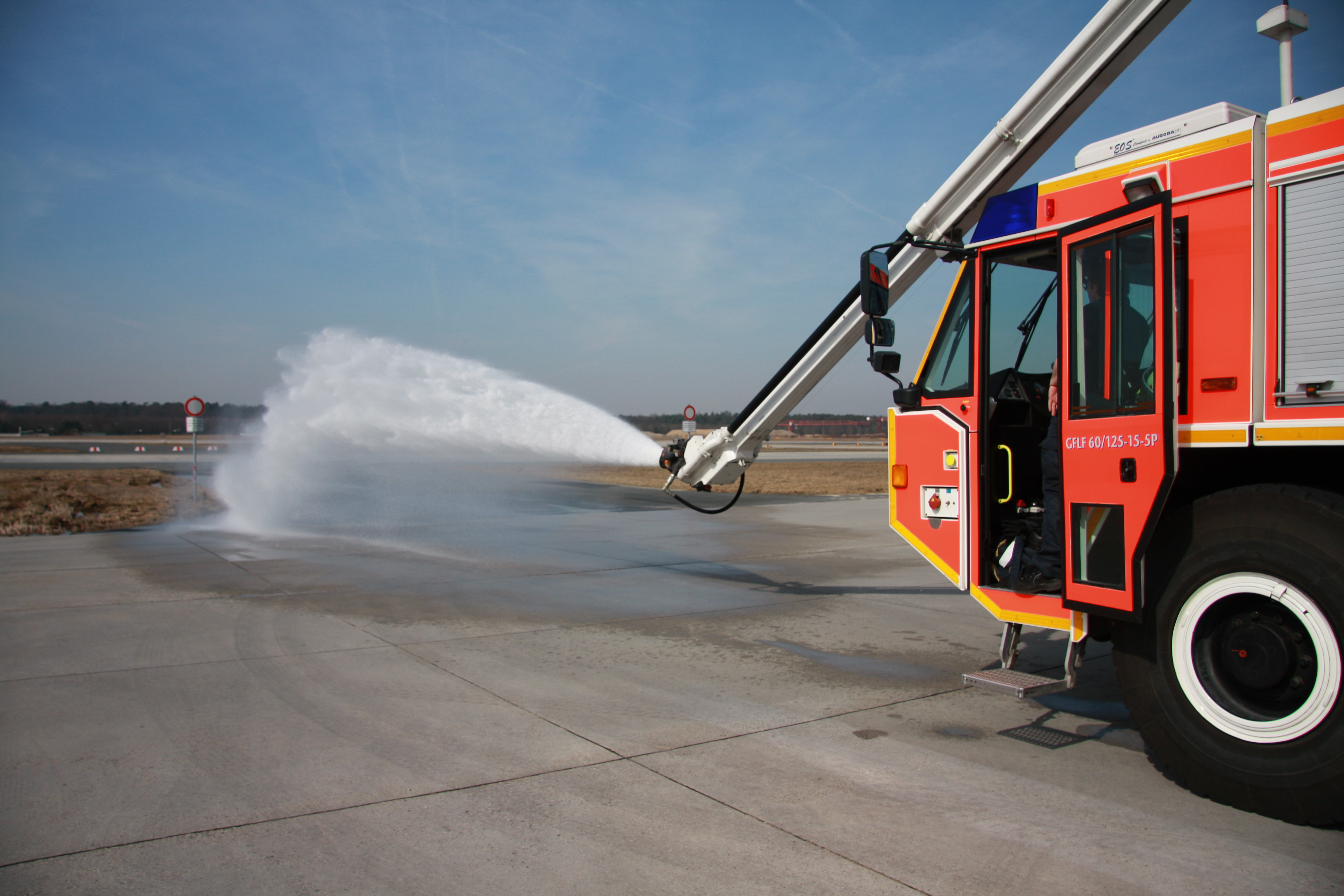
Der Simba in Aktion

## Geschichte

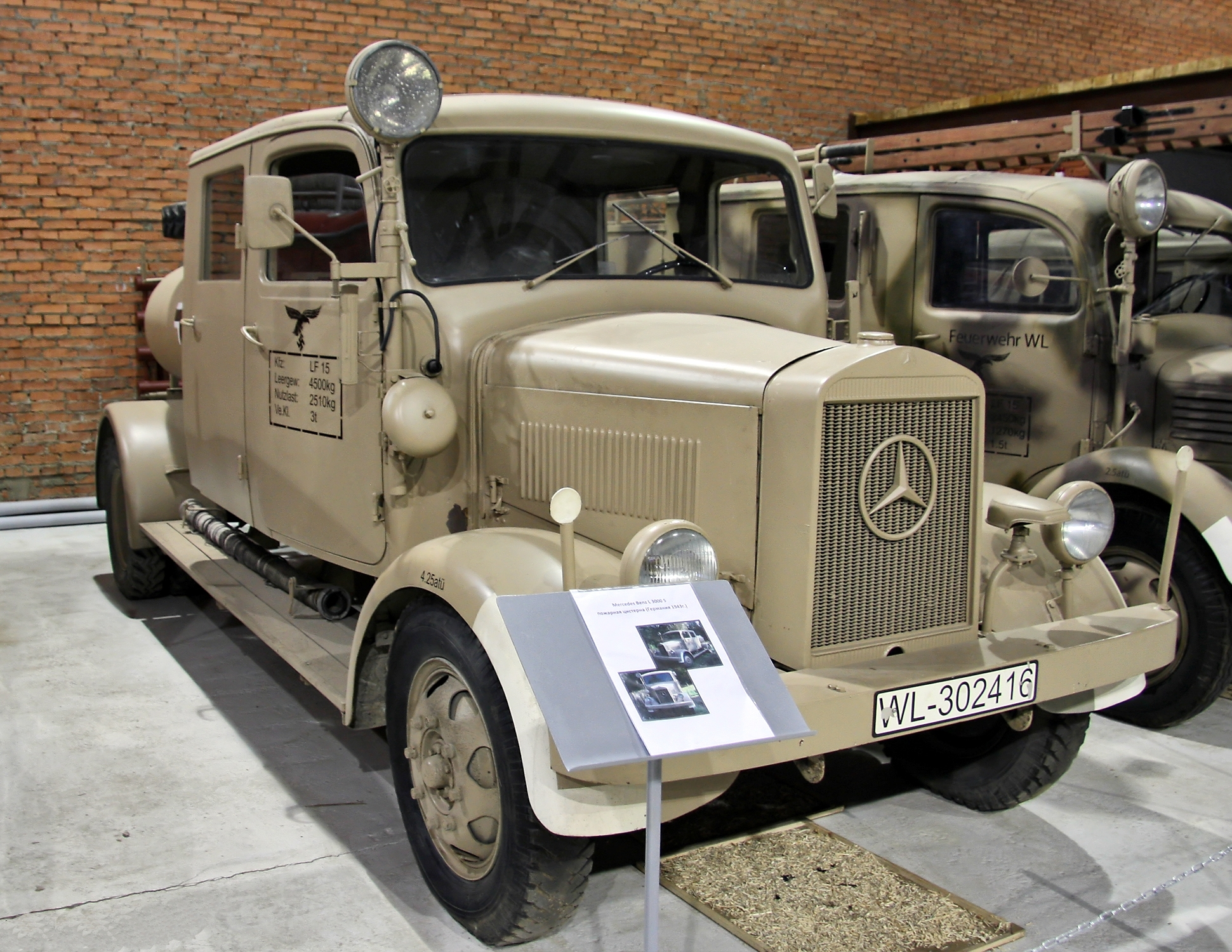
Tanklöschfahrzeug TS 2,5 Kfz. 343

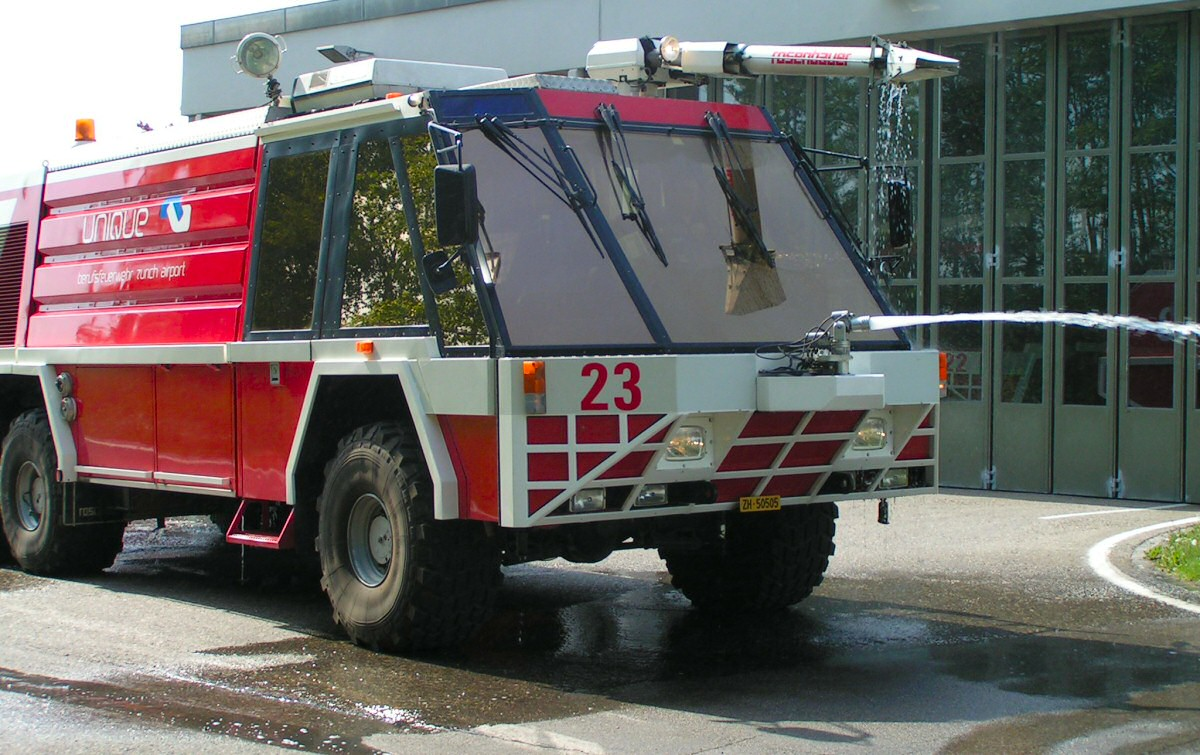
GFLF SIMBA 6×6

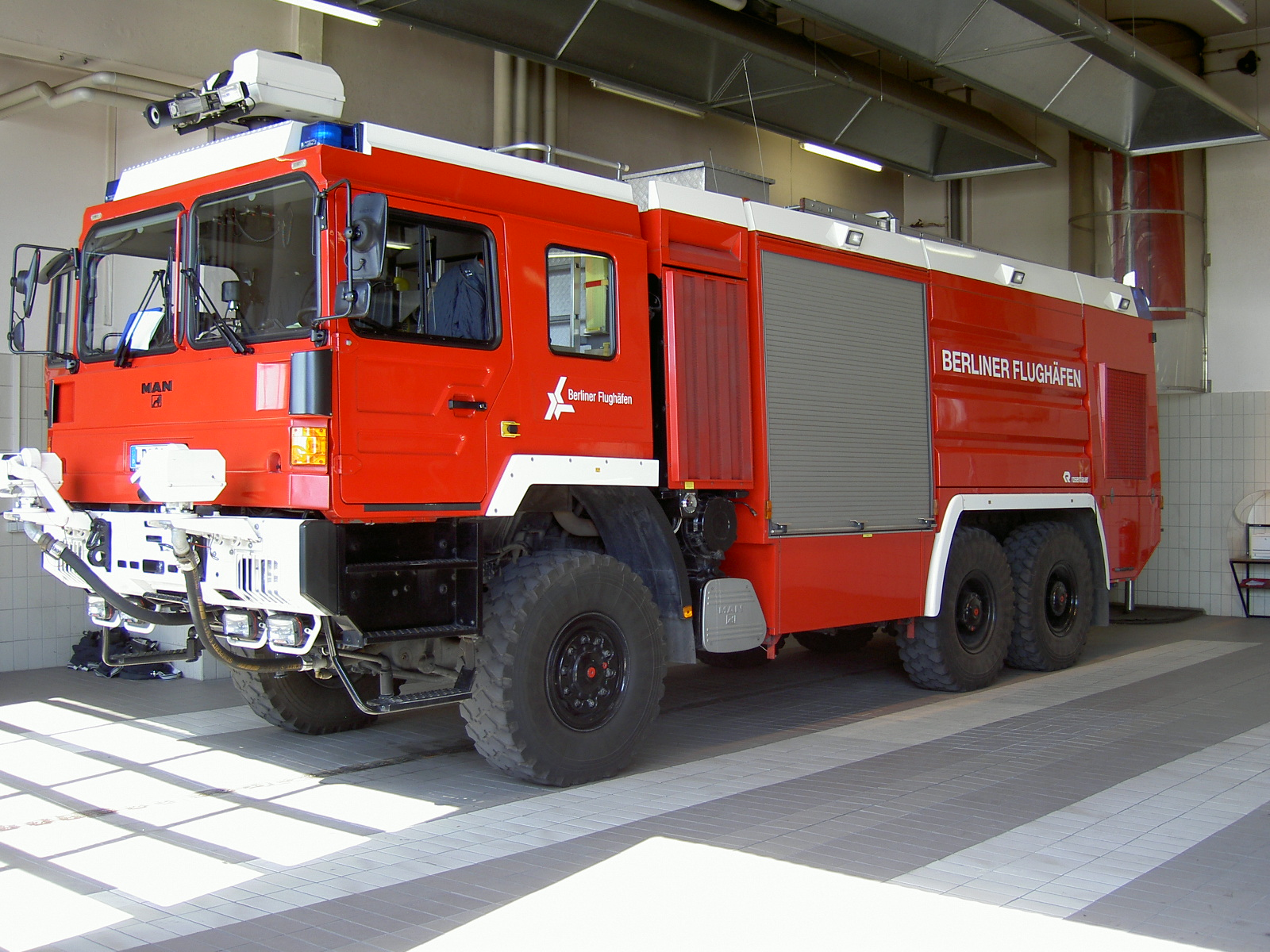
FLF Buffalo

Für die Zivilluftfahrt in Deutschland: Schrittmacher für die Entwicklung des Luftfahrzeugbrandschutzes war in der Anfangszeit die militärische Luftfahrt. Noch vor dem Ersten Weltkrieg wurden auf dem Flug- und Sportplatz Berlin-Johannisthal erste spezielle Löschgeräte zur Absicherung des Flugbetriebs beschafft. Erste echte Motorspritzen wurden dann während des Weltkriegs erworben. Diese unterschieden sich jedoch noch wenig von den gängigen der damaligen Zeit. 1927 wurde in Breslau ein erstes Spezialfahrzeug, ein sogenannter Abrüstwagen, beschafft. In der Zeit ab 1933 wurden erstmals Sicherheitsanforderungen an die Flugfelder niedergelegt und es entstanden spezielle Fliegerkraftspritzen mit sehr umfangreicher Schaumausrüstung. Die Luftwaffe war nun tonangebend und führte mit dem Kfz. 343 die weit verbreitete Tankspritze 2,5 ein, die mit 2.500 Liter Wasser und 300 Liter Schaummittel ausgestattet war und das Rückgrat des Flugzeugbrandschutzes während des gesamten Zweiten Weltkriegs bildete.
Nach Kriegsende kam der zivile Flugbetrieb nur langsam nach Deutschland zurück. An den Flughäfen wurde meist die alte Ausrüstung nach der nötigen Instandsetzung weiter verwendet. In den 1950er und 1960er Jahren beschafften die Betreiber erste Neufahrzeuge, meist FLF 25 und Zubringerfahrzeuge ZB 6/24. Bezüglich der mitgeführten Löschmittel entsprachen die neuen meist den alten Fliegertankspritzen, waren aber durchgehend mit geschlossenem Aufbau und Wasserwerfern auf dem Dach versehen. In dieser Zeit kam auch die Landebahnbeschäumung als Mittel bei Notlandungen auf und es wurden spezielle Beschäumungsanhänger geordert. Schließlich fanden auch die ersten reinen Pulver- oder Trockenlöschfahrzeuge mit bis zu 2.000 kg Löschmittel ihren Weg an die Flughäfen.

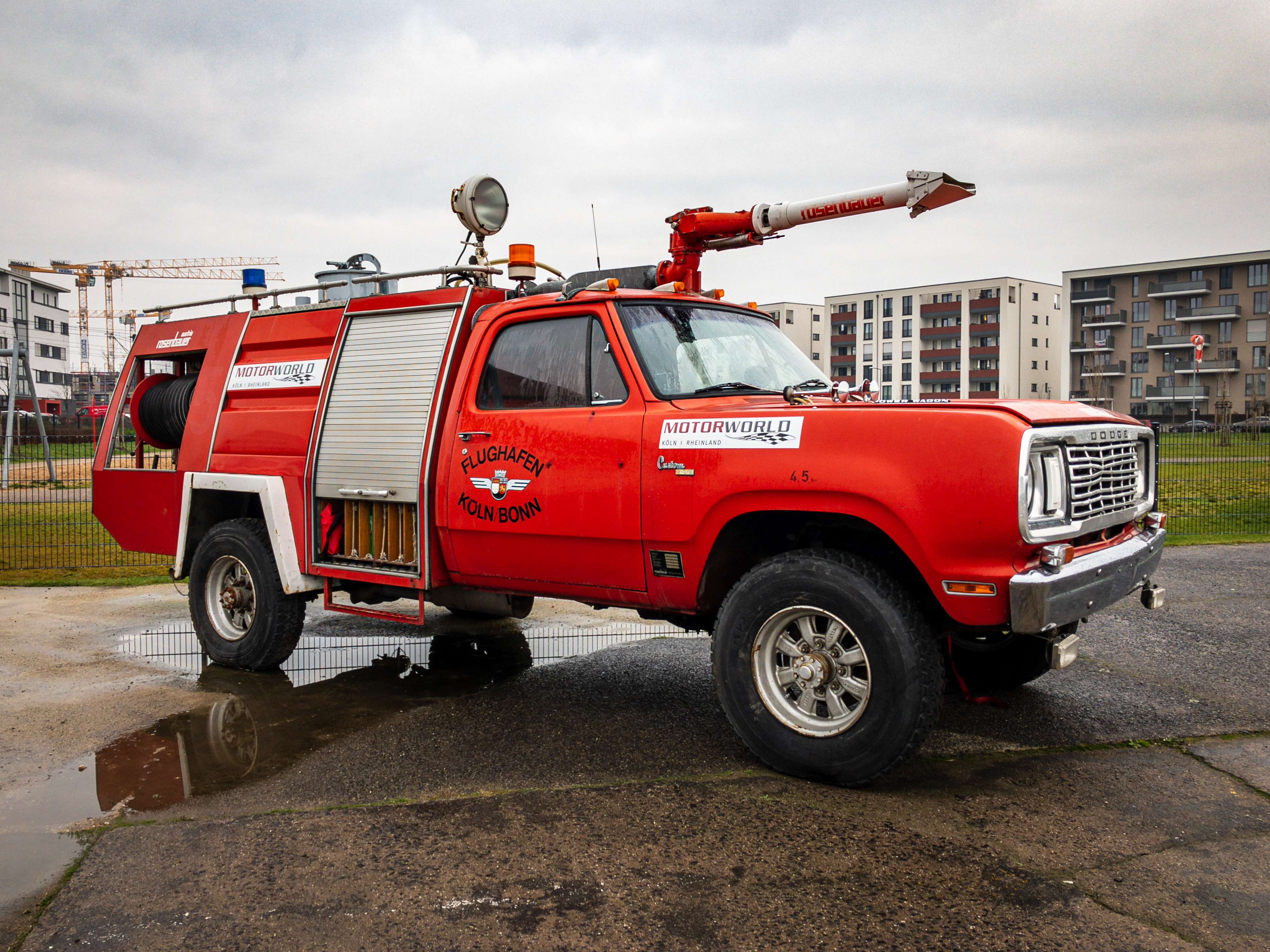
Rapid Intervention Vehicle (RIV) Rosenbauer Cheetah der Flughafenfeuerwehr Köln-Bonn (1979–1995)

Anfang der 1970er Jahre begann mit der Einführung der Boeing-747-Jumbojets ein neues Zeitalter im Flugzeugbrandschutz. Höhere behördliche Sicherheitsanforderungen machten völlig neu konzipierte Fahrzeuge notwendig. Dies führte zu einem Gigantismus, der sich in Deutschland besonders an den Flughäfen Frankfurt und München niederschlug. So wurden auf vierachsigen Faun-Spezialfahrgestellen von verschiedenen Herstellern Aufbauten mit bis zu 18.000 Litern Wasser plus 2.000 Litern Schaummittel versehen. Trockenlöschfahrzeuge erreichten Löschmittelmengen bis zu 12.000 kg Pulver.
Anfang der 1980er Jahre hatte man jedoch erkannt, dass die Löschriesen zu schwerfällig waren. Um die gesetzlichen Vorgaben für die Eingriffszeiten einzuhalten, wurden deshalb anfangs kleinere RIVs (Rapid Intervention Vehicles) mit hoher Motorleistung und gemäßigter Löschmittelzuladung beschafft. In Deutschland begannen die Flughäfen jedoch schon Ende der 1980er Jahre wieder größere FLF zu ordern. Diese noch heute aktuelle Generation trägt bis zu 15 Tonnen verschiedener Löschmittel bei einer Motorleistung, die die der Löschgiganten aus den 1970ern übertrifft. Altfahrzeuge finden meist Weiterverwendung auf kleineren Flugplätzen oder werden in das Ausland verkauft.
In der DDR nutzte man nach dem Zweiten Weltkrieg wie im Westen Deutschlands zuerst Altfahrzeuge. Ab Mitte der 1950er Jahre wurden auch für Flughäfen TLF 15/53 auf Horch G5-Fahrgestell heimischer Produktion in Dienst gestellt. Bei Aufnahme des internationalen Flugbetriebes wurde jedoch klar, dass die DDR-Fahrzeuge den Anforderungen nicht genügten. Deshalb importierte man FLF 25 aus der BRD. Ab Ende der 1960er Jahre kamen dann TLF 32 auf dem tschechoslowakischen Fahrgestell Tatra 138 bzw. später 148 auf. Der Karosa-Aufbau fasste 6.000 Liter Wasser und 600 Liter Schaummittel. Mitte der 1980er Jahre wurden diese durch Tatra 815 mit Karosa-Aufbau abgelöst (8.200 Liter Wasser, 800 Liter Schaummittel). Doch selbst diese Fahrzeuge entsprachen nicht dem technischen Standard im Westen, da beispielsweise der einzige Werfer auf dem Dach immer noch manuell bedient werden musste, die Schaummittelpumpe zu klein dimensioniert war und die Höchstgeschwindigkeit im Vergleich zu gering war.